# 萬世顯
萬世顯（16世紀—17世紀），字克生，河南都司陳州衛人，明朝政治人物。

## 生平
萬世顯在崇禎六年（1633年）中舉人，次年（1634年）聯捷進士，兵部觀政，本年六月獲授元城知縣，因父親逝世回鄉，服闋後補任章丘知縣。在任期間潔己愛民，正直不避權貴，崇祯十四年陞官南京禮部儀制司主事，後事不詳。

## 家族
曾祖万营，陈州卫百户；祖万同德；父萬民樂，廪生。

## 引用
1. 1 2  民國《淮陽縣志·卷九·人物志上》：萬世顯，字克生，崇禎甲戌進士。初任元城鄉，丁父憂，服闋再補山東章邱；居官潔己愛民，峭直不避權貴，陞南京禮部儀制司主事。
2. ↑  民國《淮陽縣志·卷八·選舉表》：崇禎己卯【癸酉】（舉人） 萬世顯
3. ↑  《崇祯七年甲戌科进士三代履历便览》：万世显，曾祖营，百户；祖同德；父民樂，廪生。克生，诗三房，己酉年八月二十六日生，开封府陈州卫人，癸酉十三名，会二百二十六名，三甲六十三名，兵部观政，六月授元城知县，本年丁憂，丁丑補章丘知县，辛巳升南礼部儀制司主事。